# Вишеу де Сус
Вишеу де Сус (рум. Vişeu de Sus, мађ. Felsővisó, укр. Вишово-Вижнє) град је у Румунији, на крајњем северу земље, у румунском делу историјске покрајине Марамуреш. Вишеу де Сус је четврти по важности град округа Марамуреш.
Вишеу де Сус је према последњем попису из 2002. имао 16.938 становника.

## Географија
Град Вишеу де Сус се налази на крајњем северу историјске покрајине Марамуреш. Град је удаљен око 120 km источно до Баја Мареа, седишта округа.
Вишеу де Сус је смештен у долини реке Вишеу, на знатној надморској висини (око 500 m). Око града града издижу се Карпати, тј. Марамурешке планине и Родна. Околина града је планинско подручје ванредне лепоте.

## Становништво
У односу на попис из 2002, број становника на попису из 2011. се смањио.
| 1966.  | 1977.  | 1992.  | 2002.  | 2011.  |
| ------ | ------ | ------ | ------ | ------ |
| 16.601 | 20.205 | 19.167 | 18.444 | 15.037 |

Матични Румуни чине већину градског становништва Вишеу де Суса (87,8%), а од мањина има у малом броју Немаца (6,6%), Мађара (3,1%), Украјинаца (1,6%), који су пре једног века били знатно бројнији. Град су некад насељавали и Јевреји.

## Галерија
- Град са планинском околином
- Градска железничка станица
- Традиционална црква овог дела земље